# Tarantallegra
A Tarantallegra Kim Dzsunszu dél-koreai énekes XIA néven kiadott első szólólemeze, melyet 2012. május 14-én jelentetett meg a C-JeS Entertainment. Az album címadója a Harry Potter-sorozatból ismert azonos nevű varázslat, mely fékezhetetlen táncolásra kényszeríti az embereket. A címet Kim ikertestvére, Dzsunho választotta. Az album több mint 130 000 példányban fogyott el, ami szólóalbumok tekintetében egyedülálló volt Dél-Koreában. Kim a dalok nagy részében közreműködött szerzőként, és JYJ-beli csapattársa, Kim Dzsedzsung is írt egy dalt No Gain címmel a lemezre.

## Számlista
| #   | Cím                                       | Dalszöveg      | Zene              | Hossz |
| --- | ----------------------------------------- | -------------- | ----------------- | ----- |
| 1.  | Sunset                                    | -              | Xia               | 1:15  |
| 2.  | Tarantallegra (Feat. Flowsik /Aziatix/)   | JUNO           | Xia               | 4:16  |
| 3.  | Set Me Free (Feat. Bizzy)                 | Xia, Fraktal   | Xia, Fraktal      | 3:37  |
| 4.  | No Gain                                   | Kim Dzsedzsung | Kim Dzsedzsung    | 3:49  |
| 5.  | 사랑이 싫다구요 (Szarangi szildagujo)     | Csong Hjeszong | Csong Hjeszong    | 3:43  |
| 6.  | 돌고 돌아도 (Tolgu tolado)                | JUNO           | Xia, Kim Szedzsin | 3:40  |
| 7.  | Intoxication                              | Xia            | Xia               | 3:56  |
| 8.  | Breath (Feat. Double K)                   | Xia            | Xia               | 3:23  |
| 9.  | 알면서도 (Armjonszodo)                    | Kim Szedzsin   | Kim Szedzsin      | 3:36  |
| 10. | Lullaby (Feat. Kekkho /Dynamic Duo/)      | Xia, Fraktal   | Xia               | 4:48  |
| 11. | Fever                                     | Xia, JUNO      | Xeno, Jedi        | 3:49  |
| 12. | 이슬을 머금은 나무 (Iszurul mogumun namu) | Xia            | Xia               | 5:01  |